# Enrico Gabrielli (giurista)
Enrico Gabrielli (Roma, 1956) è un giurista italiano di diritto civile.

## Biografia
Allievo di Riccardo Orestano e di Antonino Cataudella, si è laureato in giurisprudenza nell'Università di Roma "La Sapienza", ove ha anche conseguito il dottorato di ricerca in Diritto civile. È stato professore associato di diritto privato presso l'Università di Ancona dal 1992 al 1996, quando è passato all'Università di Urbino come ordinario di diritto civile, dirigendo l'Istituto di Diritto Privato. Dal 1999 si è trasferito all'Università degli Studi di Roma "Tor Vergata", dove insegna diritto civile e dove ha diretto la Scuola di Specializzazione per le Professioni Legali dal 2012 al 2022. È inoltre dal 2008 professore ad honorem  della Facoltà di Giurisprudenza dell'Università Cattolica dell'Uruguay (dove ha diretto dal 2008 al 2019 la Maestria di diritto civile), e dal 2019 è professore ad honorem della Facoltà di Giurisprudenza dell’Università’ CLAEH (Centro Latinoamericano di Economia Umana) sempre in Uruguay, dove dirige la Maestria di diritto civile contrattuale. 
L’Università Pontificia Comillas di Madrid, con delibera del 20 dicembre 2023 e con la cerimonia solenne del 27 novembre 2024 gli ha conferito il Dottorato (Ph. D.) Honoris causa con la conseguente affiliazione al “Claustro de Professores” di quella Università.
Nel corso della solenne cerimonia di conferimento del titolo, il Rettore Antonio Allende, nella sua Laudatio, ha evidenziato “il suo contributo al mondo del diritto privato, rivoluzionando lo studio e la visione delle garanzie mobiliari nel continente europeo” .
Ha inoltre condotto attività di ricerca in Inghilterra presso l'Università di Oxford e presso il Center for Commercial Law Studies dell'Università di Londra.

## Attività di ricerca
L'attività scientifica di Enrico Gabrielli verte soprattutto nella materia del diritto civile, in particolare sulle problematiche del contratto e la teoria delle garanzie patrimoniali e del pegno. In tale ambito si è occupato di pegno non possessorio e ha elaborato la teoria del pegno rotativo. I suoi studi hanno trovato riconoscimento nella giurisprudenza della Corte di Cassazione e in diverse leggi italiane e dell'Unione europea, tra le quali si segnala la Direttiva sui contratti di garanzia finanziaria.
All'estero i suoi scritti hanno influenzato la dottrina e la giurisprudenza in Spagna e in Sud America, dove ha insegnato in diverse Università e dove le sue opere tradotte in lingua spagnola hanno avuto ampia diffusione, influenzando in misura significativa la dottrina e la giurisprudenza di quegli ordinamenti e di quelle esperienze giuridiche.
Dirige il Commentario del codice civile della UTET, pubblicato in 51 volumi, e insieme a Pietro Rescigno il Trattato dei contratti (Giappichelli Editore) e il Trattato di diritto civile e commerciale italiano in corso di traduzione in cinese e pubblicato a Pechino. Per Giappichelli dirige anche la collana di manuali Scuola di giurisprudenza. In passato ha diretto anche il Trattato di diritto dell'economia (con Eugenio Picozza), il Trattato di diritto fallimentare e delle procedure concorsuali (con Francesco Vassalli e Francesco Paolo Luiso) e il Trattato della trascrizione (con Francesco Gazzoni). È condirettore de La Giurisprudenza Italiana, della Rivista di diritto commerciale, della Rivista di diritto privato e della Rivista di diritto fallimentare e fa parte della Direzione della Rivista trimestrale di diritto e procedura civile e di Giustizia civile.
Fa parte dell'Accademia dei Giusprivatisti Europei, con sede presso l'Università di Pavia, e della Società italiana degli studiosi del diritto civile, di cui è consigliere onorario.

## Opere
- La consegna di cosa diversa, Napoli,  1987;
- Il pegno «anomalo», Padova, 1990; (ristampa ESI,Napoli,2022);
- Alea e rischio nel contratto. Studi, Napoli, 1997;
- Sulle garanzie rotative, Napoli, 1998; (ristampa Santiago del Cile, 2020);
- I contratti dei consumatori, Torino, 2000;
- Studi sui contratti, Torino, 2000; (ristampa Santiago del Cile, 2022);
- L'oggetto del contratto, in Il codice civile. Commentario. diretto da Pietro Schlesinger, Milano 2001;
- Il pegno, in Trattato di diritto civile diretto da Rodolfo Sacco, Torino, 2005;
- Contratto, mercato e procedure concorsuali, Torino, 2006;
- Contratto e contratti. Scritti, Torino, 2011;
- L'eccessiva onerosità sopravvenuta, in Trattato di diritto privato diretto da Mario Bessone, Torino, 2011;
- "Operazione economica" e teoria del contratto, Milano, 2013;
- L'oggetto del contratto, in Il codice civile. Commentario. fondato da Pietro Schlesinger, Milano, 2ª ed., 2015;
- Studi sulle garanzie reali, Torino, 2015;
- Studi sulle tutele contrattuali, Miliano,  2017;
- L'autonomia privata. Dal contratto alla crisi d'impresa, Milano, 2020;
- L'autonomia privata. vol. II. Teoria del contratto e diritto comparato, Milano, 2021;
- Del pagamento con surrogazione (con B. Carpino), in Commentario del codice civile Scialoja e Branca, 2 ed., Bologna - Roma, 2023;
- Studi sul concorso dei creditori, Bari,2023.
- L'autonomia privata. vol. III. Il diritto della giurisprudenza e della dottrina, Milano, 2024.

## Opere in lingua spagnola
- El nuevo derecho de las garantìas reales, (con Carlos De Cores), Madrid, Buenos Aires, 2008;
- Doctrina general del contrato. vol. 1, Montevideo, 2009;
- Doctrina general del contrato. vol. 2, Montevideo, 2010;
- Estudios sobre Teoria General del Contrato, Lima, 2013;
- Contribución a la teoría de la imprevisión , Buenos Aires, 2016;
- Operación económica y teoría del contrato, Buenos Aires, 2017;
- Remedios. Contribución al estudio de las tutelas contractuales, Universidad Católica del Uruguay, Montevideo, 2018;
- La excesiva onerosidad sobrevenida de la prestaccion, Madrid, 2019;
- El contrato. Incumplimiento y tutelas, Santiago del Cile, 2020;
- El contrato. Del tipo contractual a la operación económica, Santiago del Cile, 2020;
- Estructuras formales y teoría de las garantìas reales, Santiago del Cile, 2020;
- Alea, riesgo y teoría del contrato, Santiago de Chile, 2021;
- La prenda «anómala», Cizur Menor (Spagna), ristampa 2023.

## Premi e riconoscimenti
È stato insignito nel 2013 della Medaglia Accademica della Facultad de Derecho de la Universidad Católica del Uruguay; nel 2017 del diploma e della medaglia di "Personalidad destacada de la ciencia jurídica" della Universidad Nacional de La Plata (Argentina); nel 2019 del titolo e del diploma di "Profesor Visitante" della Universidad de Montevideo (acto del Rector n. 976 de 4 de setiembre y deploma del 24 de septiembre de 2019)